# The Cape (serie televisiva 2011)
The Cape è una serie televisiva statunitense, creata da Tom Wheeler per la NBC, canale sul quale è andata in onda dal 9 gennaio 2011. A causa dei bassi ascolti, dopo aver già accorciato la prima stagione da 13 a 10 episodi, la NBC ha deciso di interrompere la trasmissione dopo il nono episodio, trasmesso il 28 febbraio 2011, rendendo disponibile l'ultimo episodio solo online.

## Trama
Nell'immaginaria metropoli chiamata Palm City, l'onesto poliziotto Vince Faraday, dopo aver scoperto la corruzione del suo dipartimento, viene incastrato per omicidio e costretto a fuggire lontano dalla sua famiglia. Creduto morto da tutti, Faraday assume le sembianze di The Cape, il supereroe preferito da suo figlio. Dopo un lungo allenamento in un circo, The Cape inizia la sua lotta contro la criminalità che infesta la città.

## Episodi
| Stagione       | Episodi | Prima TV USA |
| -------------- | ------- | ------------ |
| Prima stagione | 10      | 2011         |

## Personaggi e interpreti
- Vince Faraday/The Cape, interpretato da David Lyons.
The Cape è l'alter ego di Vince Faraday, un onesto poliziotto creduto morto dopo essere stato incastrato con l'accusa di omicidio.
- Max Malini, interpretato da Keith David.
È leader di una banda di rapinatori di banche circensi, che diviene il mentore di The Cape dopo averlo salvato ed istruito.
- Orwell, interpretata da Summer Glau.
È una blogger investigativa che si allea con The Cape nella lotta alla criminalità.
- Peter Fleming/Chess, interpretato da James Frain.
Chess è l'alter ego del miliardario Peter Fleming, nonché nemesi di The Cape.
- Dana Faraday, interpretata da Jennifer Ferrin.
È la moglie di Vince, che crede morto.
- Trip Faraday, interpretato da Ryan Wynott.
È il figlio di Vince, che idolatra l'eroe dei fumetti The Cape.
- Marty Voight, interpretato da Dorian Missick.
Ex detective della polizia e amico di Faraday in combutta con Chess.
- Rollo, interpretato da Martin Klebba.
È un membro della gang di rapinatori di banche circensi di Malini
- Dominic "Scales" Raoul, interpretato da Vinnie Jones.
È un villain affetto da una malattia dermatologica, che lo fa apparire ricoperto di squame.